# مواد نانو متخلخل

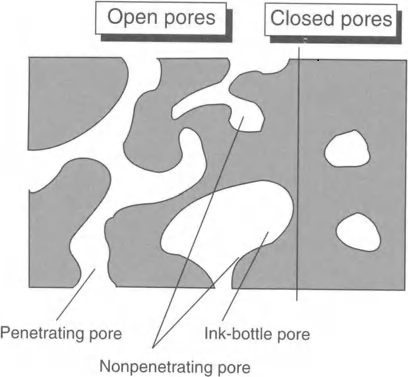
حفرات باز و بسته در یک ماده متخلخل

مواد نانو متخلخل زیر مجموعه‌ای از مواد نانو ساختار است که حفراتی در مقیاس نانومتر دارد. این نوع مواد با مساحت سطح درونی بسیار بالا، قابلیت بسیار زیادی در جذب و برهمکنش با اتم‌ها، مولکول‌ها و یون‌ها داشته و اهمیت زیادی از لحاظ تئوریک و کاربردی پیدا کرده‌اند.
به‌طور کلی موادی که در ساختارشان حاوی حفره و منفذ هستند به عنوان مواد متخلخل تعریف می‌شوند. یکی از مفاهیم مهمی که در مواد متخلخل مورد بررسی قرار می‌گیرد تخلخل می‌باشد. تخلخل از تقسیم حجم حفرات به حجم کلی ماده بدست می‌آید. حفرات موجود در مواد متخلخل به دو نوع حفرات باز و بسته تقسیم می‌شوند. حفرات باز به سطح ماده دسترسی دارند ولی حفرات بسته در درون ماده محبوس هستند. در کابردهای اساسی نظیر فرایندهای کاتالیستی، جداسازی و فیلتراسیون، حفرات باز نقش اساسی دارند اما مهمترین کاربرد حفرات بسته شامل ساخت عایق‌های حرارتی، صوتی و وسایلی با چگالی پایین می‌باشد.
بر اساس تعریف آیوپاک مواد متخلخل به سه دسته کلی تقسیم می‌شوند:
1. مواد میکروپروس: اندازه منفذها در این مواد از 2 nm کوچک‌تر است.
2. مواد مزوپروس: اندازه منفذها در این مواد بین 2-50 nm است.
3. مواد ماکروپروس: اندازه منافذ این مواد بزرگتر از 50 nm است.

## مواد نانوپروس (نانو متخلخل)
مواد نانوپروس زیر مجموعه ای از مواد متخلخل می‌باشند که اندازه منافذ در آن‌ها بین ۱ تا 100 nm است. در بسیاری از کاربردهای اساسی مثل جذب، جداسازی، فیلتراسیون و کاتالیز، توزیع باریک اندازه منافذ بسیار مطلوب است. مواد میکروپروس توزیع اندازه منافذ بسیار باریکی دارند. مواد مزپروس هم توزیع اندازه منافذ باریکی دارند ولی توزیع اندازه منافذ در مواد مزوپروس تا حدی از مواد میکروپروس گسترده‌است. مواد ماکروپروس نیز توزیع گسترده‌ای از منافذ را دارند. قابل ذکر است که در بیشتر کاربردهای شیمیایی، اندازه منافذ در محدوده مواد میکروپروس و مزوپروس جوابگوی بسیاری از نیازها می‌باشد و مواد ماکروپروس کاربردهای شیمیایی چندانی پیدا نکرده‌اند. مواد نانوپروس خصوصیات بی نظیری نسبت به مواد غیر متخلخل مشابه دارند. مساحت سطح بالا، نفوذپذیری در برابر سیالات و ویژگی شکل گزین، از خصوصیات این مواد متخلخل می‌باشد. با تغییر اندازه حفرات، ویژگی‌های سطحی، ساختار و… مواد نانوپروس، می‌توان عملکردهای متفاوتی در زمینه‌های کاربردی مختلف را از آنها انتظار داشت.
به عنوان مثال ویژگی‌های یک جاذب متخلخل ایده‌آل عبارتند از:
1. ظرفیت جذب بالا : ویژگی اصلی که بر این پارامتر تأثیر می‌گذارد مساحت سطح ویژه، طبیعت شیمیایی سطح و اندازه حفرات می‌باشد. این پارامترها تعیین می‌کنند که چه مقدار از ماده جذب شونده توسط واحد جرم جاذب، جذب می‌شود.
2. انتخابگری بالا : برای یک نمونه چند جزیی، انتخابگری برای جداسازی بسیار مطلوب است. انتخابگری نسبت به یک آنالیت به اندازه، شکل و توزیع اندازه منافذ و همچنین به طبیعت ترکیب جذب شونده بستگی دارد.
3. سینتیک مناسب جذب : سینتیک جذب به اندازه ذره، تخلخل و اندازه حفرات بستگی دارد. سینتیک جذب مناسب بدین معنی است که سرعت جذب بالا است یا با توجه به نیاز، قابل کنترل است.
4. خواص مکانیکی مناسب : کاملاً مشخص است که جاذب‌ها باید از لحاظ مکانیکی مقاوم باشند تا در ستون یا ظرف جذب دچار سائیدگی، فرسایش یا خراش نشوند. داشتن چگالی حجمی بالا و مقاومت بالا در برابر فشار و ساییدگی برای این منظور لازم می‌باشد.
5. پایداری و دوام در جریان استفاده : جاذب‌ها اغلب تحت شرایط سخت شیمیایی، فشار و دما قرار می‌گیرند. پایداری در چنین شرایطی برای کاربرد مداوم جاذب ضروری است.

مواد نانوپروس بسته به شرایط سنتز و روش کار، ممکن است همه این ویژگی‌ها یا قسمتی از آن را داشته باشند. به‌طور مثال واضح است که تلاش‌ها در جهت تهیه جاذب‌های نانو، شامل تولید جاذب‌هایی با ظرفیت جذب بالا و با روش‌های سنتز ساده و ارزان می‌باشد همچنین جاذب مورد نظر باید تا حد امکان ویژگی‌های دیگری را نیز داشته باشد. از طرف دیگر اگر بخواهیم از ماده ناوپروس در فرایندهای کاتالیستی استفاده کنیم لازم است که این ماده علاوه بر دوام و پایداری بالا، دارای خواص سطحی مناسب مثل اسیدیته، بازیسیته، شکل گزینی (Shape selectivity) مطلوب باشد پس با کنترل خواص مواد نانوپروس می‌توان از آنها در کاربردهای متنوعی استفاده کرد. کاربردهای اصلی و تجاری مواد نانوپروس شامل جداسازی‌های جذبی (Adsorption seperation)، فرایندهای کاتالیستی و غشاها (Membrane) می‌باشند؛ ولی علاوه بر این کاربردها، کاربردهای دیگری نظیر ساخت سنسورها و وسایل نوری نیز در حال گسترش است.

## کاربردهای مواد نانوپروس
1. کاربردهای زیست‌محیطی : به علت پیشرفت سریع صنایع، تکنولوژی‌ها برای از بین بردن آلودگی‌ها از پسماند گازها و بخارات و پساب‌ها، گسترش پیدا کرده‌است. برای این منظور جاذب‌ها و غشاهای نانوپروس به صورت روزافزون برای کاربردهای زیست‌محیطی، نظیر حذف ترکیبات SO2، NOX و ترکیبات آلی فرار و کاتیون‌های سنگین نظیر کاتیون جیوه بکار گرفته می‌شوند.[۴] جاذب‌های تجاری شامل کربن فعال، زئولیت‌ها، سیلیکا ژل و آلومینای فعال، در سال حدود ۱۵ میلیارد دلار فروش دارند. همچنین جاذب‌های جدید با اندازه منافذ معین و مساحت سطح بالا توسعه یافته و برای ذخیره انرژی و کاربردهای زیست‌محیطی بکار برده می‌شوند.[۵]
2. کاتالیزور و فوتوکاتالیز : کاتالیزورهای مؤثر باید کارایی و انتخابگری بالایی داشته باشند. این دو ویژگی با طراحی ساختارهای نانو و توزیع سایت‌های فعال در این مواد بدست خواهد آمد. مواد نانوپروس با مساحت سطح بزرگ و قابل دسترس، برای این منظور ایده‌آل هستند. پخش سایت‌های فعال در سطح مواد نانوپروس، باتوجه به مکانیزم سنتز این مواد، موجب ایجاد کاتالیزورهای ویژه و انتخابگر می‌شود.[۳]
3. ساخت سنسورها : مواد در اجزاء نانو و مواد نانوپروس با دارا بودن مساحت سطح و قدرت انتخابگری بالا به مقادیر جزئی در محیط مثل دما، رطوبت و نور پاسخ می‌دهند. بدین علت از این مواد به عنوان سنسور استفاده می‌شود. طراحی سنسورهای گازی به صورتی است که این سنسورها با تغییر مقاومت ویژه خود به تغییر غلظت گاز پاسخ می‌دهند. مواد نانو پروس مثل ZnO2، TiO2، SnO2، برای آشکارسازی گازهای قابل اشتعال، رطوبت، اتانول و هیدروکربن‌ها استفاده شده‌اند. همچنین زیرکونیا یک سنسور خوب برای اکسیژن است.
4. کاربردهای بیولوژیکی : موادی در ابعاد نانومتر طراحی و ساخته شده‌اند که برای کاربردهای بیولوژیکی مثل کنترل پروتئین‌ها، کنترل سلول‌ها و اثرات متقابل بافت‌ها مورد استفاده قرار می‌گیرند.[۳]

علاوه بر کاربردهای گفته شده، کاربردهای زیادی برای مواد نانوپروس در محدوده‌های زیر وجود دارد:
- غشاهای کاتالیتیکی برای فرایندهای شیمیایی
- الکترودهای متخلخل برای پیل‌های سوختی
- عایق‌های حرارتی با کیفیت بالا
- مواد الکترودی برای باتری‌ها
- پیش ماده‌های الکترونیکی متخلخل برای وسایل الکترونیکی با سرعت بالا

## بررسی مواد میکروپروس

### تعریف و دسته‌بندی مواد میکروپروس
مواد میکروپروس، مواد کریستالی با حفرات و قفسه‌های بهم پیوسته با ابعاد ۲۰ تا ۲۵ آنگسترم هستند که توزیع اندازه حفراتشان به شدت باریک بوده و مساحت سطح دورنی بزرگ‌تر از 300m2g−1 و حجم خالی (Void volume) بزرگ‌تر از 0.1 cm3g−1 دارند. از این مواد به صورت گسترده در کاربردهای کاتالیتیکی استفاده می‌شود. کاربردهای دیگر این مواد استفاده به عنوان غربال مولکولی (Molecular sieve)، مواد شکل گزین و جاذب می‌باشد. دو دسته اصلی مواد میکروپروس آلومینوسیلیکات‌ها و آلومینوفسفات‌ها هستند.

#### آلومینوسیلیکات‌ها
عموماً از آلومینوسیلیکات‌ها با نام زئولیت یاد می‌شود. زئولیت‌ها اکثراً کانی‌های طبیعی بوده و اولین زئولیت سنتزی در سال ۱۸۶۲ سنتز شد. شبکه طبیعی زئولیت‌ها از اتصال AlO4 و SiO4 چهار وجهی توسط اتم اکسیژن بوجود می‌آید. ZSM-5، زئولیت Y، زئولیت A، زئولیت β و زئولیت X چند نمونه از زئولیت‌های مشهور هستند. کانالها و حفرات بهم پیوسته طوری چیده می‌شوند که منافذی با شکل‌های مختلف در ساختار زئولیت بوجود آید. آلومینوسیلیکات ZSM-5 حاوی دو نوع کانال است که یک سیستم حفره ای سه بعدی را تشکیل داده‌است. شبکه مواد میکروپروس به علت شرکت آلومینیم در چهار پیوند، حاوی مقادیر زیادی بار منفی می‌باشد که با کاتیون‌های مثبت غیر ساختاری (+M) به تعدل رسیده و ترکیبی با فرمول کلی زیر ایجاد می‌کند.

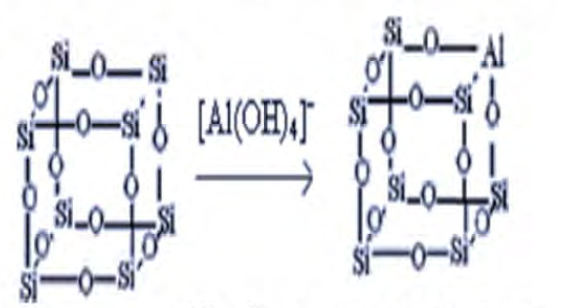
ساختار بلوری آلومینوسیلیکات ها

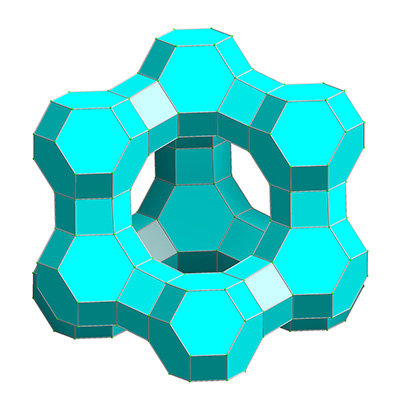
ساختار کریستالی زئولیت Y

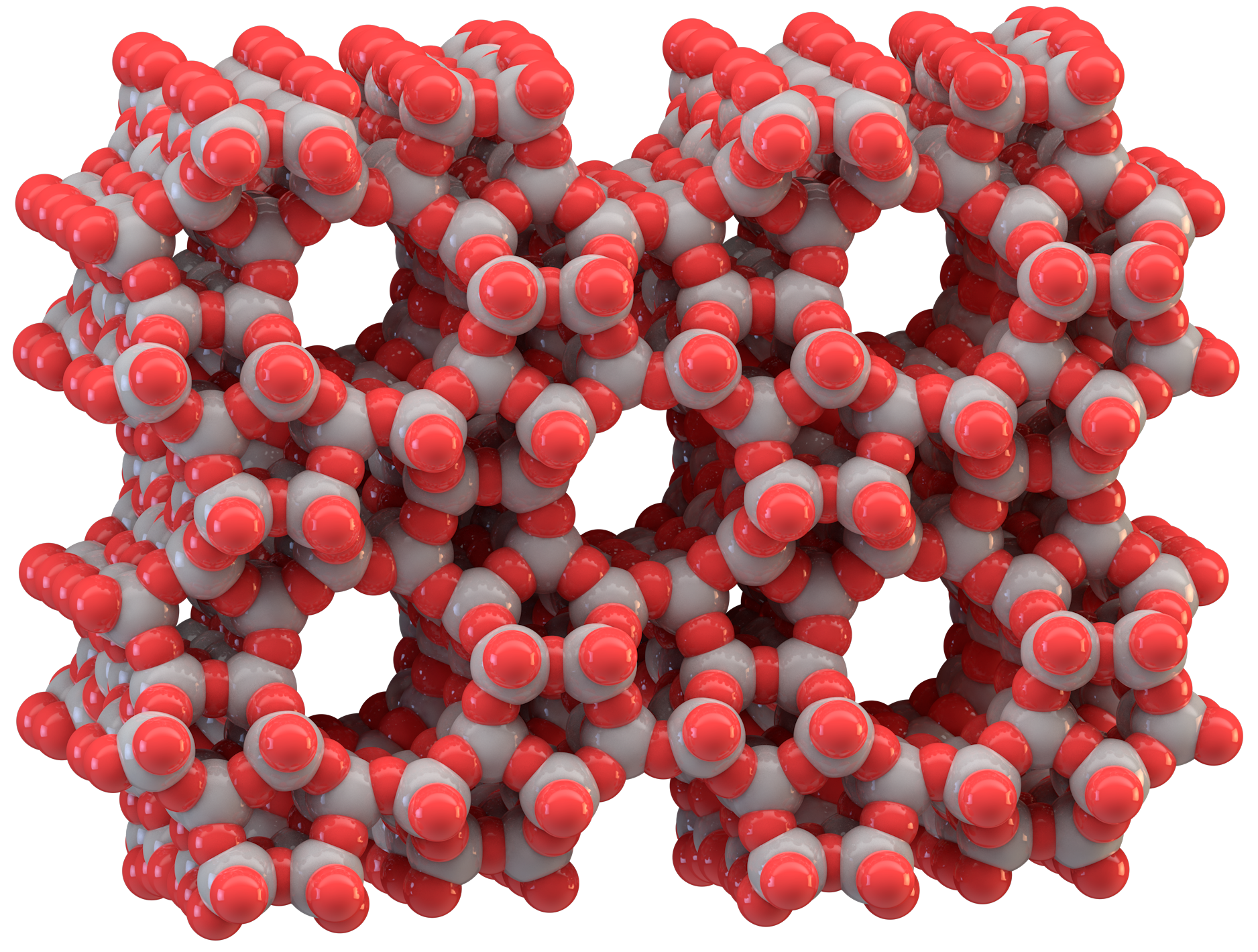
ساختار کریستالی آلومینو سیلیکات میکروپروس ZSM-5

Mx/n[Si1-xAlxO2].mH2O

#### آلومینو فسفات‌ها
دومین گروه مهم از مواد میکروپروس آلومینوفسفات‌ها هستند. ساختار آن‌ها از اشتراک مولکول‌های چهار وجهی AlO4 و PO4 حاصل می‌شوند. مانند زئولیت‌ها اتصال این دو ساختار چهار وجهی از ظریق اکسیژن صورت می‌گیرد. این مواد با نام AlPO-n و ساختار خنثی و بدون بار دارند. حدود چهل نوع ساختار برای آلومینوفسفات‌ها شناخته شده‌است و بسیاری از ساختارهای مشابه ساختارهای آلومینوسیلیکات‌ها هستند. در شبکه‌های این مواد Al و P یک در میان قرار گرفته‌اند ولی در زئولیت‌ها، این یک در میانی بین Si و Al دیده نمی‌شود.
چون آلومینوفسفات‌ها از لحاظ الکتریکی خنثی هستند و سایت‌های فعال در این مواد وجود ندارد، به همین دلیل کاربرد چندانی در فرایندهای کاتالیتیکی و مبادله یون ندارند؛ ولی از آنجایی که تعویض فسفر موجود در ساختار با گونه‌های دیگر نظیر +4 Si امکان‌پذیر است، مواد دیگری از آلومینوفسفات‌ها مشتق شده‌اند که دارای ساختار حاوی بار هستند. اگر عنصر جایگزین شده به جای یون فسفر، یون سیلیسیم باشد، از این مواد با اسم SAPO-n یاد می‌شود. با توجه به متفاوت بودن بار الکتریکی یون فسفر و یون سیلیسیم، شبکه‌های جامد بوجود آمده خنثی نبوده و دارای بار منفی می‌باشند که این بار منفی توسط فلزات یا +H غیر ساختاری خنثی می‌شوند. با توجه به مطالب گفته شده این مواد دارای سایت‌های فعال بوده و می‌توان از آنها به عنوان مبادله کننده یون استفاده کرد. جدول زیر چند نمونه از مواد SAPO-n و مشخصات آنها را نشان می‌دهد.
| مولکول‌های جذب شده           | مثال    | قطر حفره (آنگسترم) | Ring Member |
| --------------------------- | ------- | ------------------ | ----------- |
| Ar, H2                      | SAPO-20 | ۲٫۸                | ۶           |
| n-C2-C4-CH3OH               | SAPO-34 | ۴٫۳                | ۸           |
| i-HC, n-HC aromatics        | SAPO-11 | ۶٫۳                | ۱۰          |
| Aromatics Hexamethylbenzene | SAPO-5  | ۷٫۲                | ۱۲          |

#### محدودیت مواد میکروپروس
همان‌طور که گفته شد مواد میکروپروس دارای اندازه حفرات کوچک‌تر از 2 nm می‌باشند و حتی در بسیاری از زئولیت‌ها این اندازه کوچک‌تر از 1 nm می‌باشد. اندازه کوچک منفذها عیب بزرگ مواد میکروپروس محسوب می‌شود که در بسیاری از موارد کاربرد مواد میکروپروس را محدود می‌کند. حفرات مواد میکروپروس برای بسیاری از مولکول‌ها نظیر مولکول‌های زیستی کوچک است. به‌طور مثال همان‌طور که شکل زیر نشان می‌دهد اندازه ویتامین B12 بزرگ‌تر از سایز حفرات ماده میکروپروس است (2.1 nm) و به همین دلیل توانایی ورود به حفرات مواد میکروپروس را ندارد.

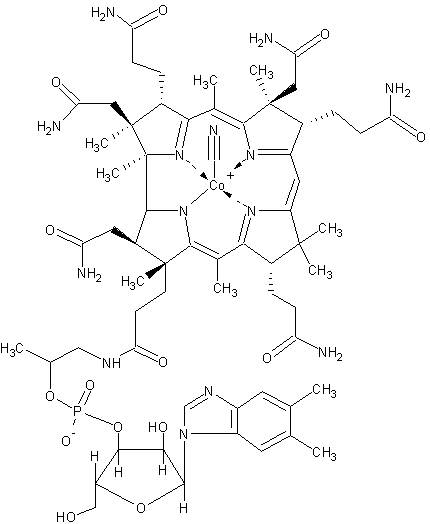
ساختار ویتامین B_{12}

همچنین در مواقعی که حجم زیادی از واکنشگرها در محیط وجود دارد، گرفتگی حفرات ماده میکروپروس یک مشکل اساسی است. کوچک بودن اندازه حفرات باعث می‌شود موادی که وارد حفرات می‌شوند ب آسانی و به سرعت در سطح ماده میکروپروس توزیع نشوند. همان‌طور که قبلاً گفته شد، وارد کردن فلزات به ساختار مواد میکروپروس خصوصیات مفیدی به این مواد می‌دهند ولی به دلیل ساختار کریستالی این مواد وارد کردن فلزات به ساختار این مواد به آسانی صورت نمی‌گیرد. بنا به دلایل گفته شده کاربردهای صنعتی مواد میکروپروس با محدودیت مواجه شده‌است و تلاش زیادی برای یافتن موادی با ویژگی‌های مشابه ولی اندازه منافذ بزرگ‌تر صورت گرفته‌است.

## بررسی مواد مزوپروس
تلاش‌ها برای تولید مواد متخلخل با حفرات منظم و بزرگ، در سال ۱۹۹۲ نتیجه داد و محققان شرکت نفتی موبیل توانستند مواد مزوپروس سیلیکاتی با حفرات بزرگ‌تر از 2 nm را با توزیع باریک اندازه حفرات سنتز کنند. این مواد دارای مساحت سطح بزرگ‌تری نسبت به مواد میکروپروس هستند. مساحت سطح این مواد در حدود 1000m2/g بوده و عملاً ۳ گرم از این مواد، مساحت سطحی معادل یک زمین فوتبال را دارد. مساحت سطح بزرگ‌تر موجب می‌شود این مواد ظرفیت جذب بیشتری نسبت به مواد میکروپروس داشته باشند و ضریب تخلخل بالا و حفرات بزرگ‌تر نیز باعث می‌شوند مشکل گرفتگی حفرات در این مواد کمتر رخ دهد. یکی دیگر از برتری‌های این مواد نسبت به مواد میکروپروس، توزیع سریع تر مولکول‌ها در حفرات این مواد به علت اندازه بزرگ‌تر حفرات کی باشد. از دیگر ویژگی‌های این مواد قابلیت تنظیم اندازه حفرات، در جریان سنتز می‌باشد. با توجه به اینکه این مواد کاربردهای زیادی در زمینه کاتالیز، جداسازی، ساخت غشاها و ساخت سنسورها دارند، سنتز و شناسایی و کاربرد این مواد به یک حیطه کاری جدید برای محققان تبدیل شده و اهمیت این مواد موجب چاپ مقالات زیادی در رابطه با این مواد شده‌است.
مواد مزوپروس بر اساس نوع مواد تشکیل دهنده دیواره حفرات، به دو دسته کلی مواد مزوپروس سیلیکاتی و غیر سیلیکاتی تقسیم می‌شوند:
از ترکیبات مزوپروس سیلیکاتی که دارای نظم ساختاری و توزیع باریک حفرات هستند می‌توان به دسته‌های M41S, SBA-n، FSM-n و MSU-n اشاره کرد. از ترکیبات مورد اشاره، بیشترین مطالعه روی دسته M41S صورت گرفته‌است. مواد مزوپروس غیر سیلیکاتی بیشتر شامل اکسید و فسفات فلزات و ترکیبات کربنی بوده و دارای خواص ساختاری متنوعی می‌باشند که موجب گسترش کاربردهای آن به ویژه در کاتالیز، ساخت سنسورها و وسایل نوری، تکنیک‌های جداسازی و پوشش‌های هوشمند می‌شود. با این حال به دلیل شرایط حساس و سخت سنتز، کارهای گزارش شده در مورد این مواد کمتر از کارهای گزارش شده در مورد مواد مزوپروس سیلیکاتی است.
ساختارهای مزوپروس غیر سیلیکاتی خود به دسته‌های مختلفی تقسیم می‌شوند:
- ساختار اکسیدی مثل فسفات آلومینیم، آلومینا، تیتانیا، V2O5 و ZrO3
- ساختارهای کربنی
- فلزات
- ساختارهای نیتریدی

به خاطر جدید بودن موضوع مزوپروس غیرسیلیکاتی، این مواد کاربرد تجاری چندانی پیدا نکرده‌اند، ولی ویژگی‌های مختلف و جالبی دارند و کاربرد آنها در حال گسترش است. بیشترین کاربرد این مواد کاربردهای کاتالیتیکی است، به‌طور نمونه آلومینا با پایداری حرارتی و هیدروترمال بالا می‌تواند جانشین خوبی برای مواد مزوپروس سیلیکاتی باشد.

### ترکیبات مزوپروس سیلیکاتی

#### ترکیبات M41S
سه عضو اصلی این گروه MCM-50 ،MCM48 و MCM-41 می‌باشند. همان‌طور که مورد اشاره قرار گرفت ماده MCM-41 اولین عضو سنتز شده از مواد مزوپروس می‌باشد. اندازه حفرات MCM-41 از ۲۰ تا ۱۰۰ آنگستروم، با توجه به نوع سورفکتانت مورد استفاده در جریان سنتز تغییر می‌کند و هر گرم این ماده حدود 1300m2-۱۰۰۰ مساحت دارد. دیواره حفرات آن از SiO2 بی‌شکل (غیرکریستالی) تشکیل شده‌است و حجم خالی حفرات حدود 1 cm3/g می‌باشد. به علت سنتز راحت تر ماده MCM-41 نسبت به مواد دیگر، این ماده بیشترین کاربرد را داشته‌است. الگوی XRD این ترکیب ۳ پیک را در ۲Θهای زیر ۱۰ نشان می‌دهد و ساختار هگزاگونالی لانه زنبوری برای این ترکیبات پیشنهاد شده‌است.
ترکیب MCM-48 دارای حفراتی با نظم مکعبی می‌باشد. به علت ساختار سه بعدی حفرات این ماده، سطح درونی این ماده راحت تر در اختیار مولکول‌های میهمان قرار می‌گیرد و نسبت به MCM-41 کمتر دچار گرفتگی حفرات می‌شود. مساحت سطح درونی این ماده 1300m2/g-۹۰۰ و حجم داخلی آن 1.3 cm3/g-۰٫۹ می‌باشد.

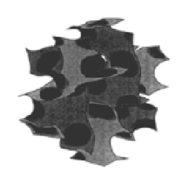
ساختار پیشنهادی برای ترکیب MCM-48

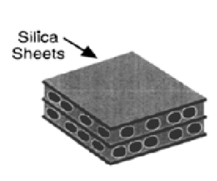
ساختار پیشنهادی برای ترکیب MCM-50

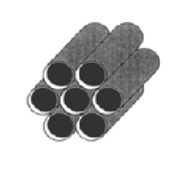
ساختار پیشنهاد شده برای ترکیب MCM-41

#### مواد SBA-n
این مواد نیز همانند خانواده M41S، دیواره سیلیکاتی دارند. سنتز این مواد با استفاده از پیش ماده‌های سیلیکونی در محیط اسیدی و با کوپلیمرها به عنوان قالب صورت می‌گیرد. اندازه حفرات در این مواد برزگ تر از مواد MS41S می‌باشد. مواد مختلفی از این دسته مثل SBA-15 ،SBA-8 ،SBA-2 ،SBA-1 سنتز شده‌است. ساختار حفرات این مواد در جدول زیر آمده‌است.
| 3D Cubic Highly ordered | SBA-1  |
| ----------------------- | ------ |
| 3D hexagonal            | SBA-2  |
| hexagonal               | SBA-8  |
| hexagonal               | SBA-15 |

اندازه حفرات مواد SBA-n از ۵۰ تا ۳۰۰ آنگستروم متغیر بوده و مساحت سطح از 1000m2/g-۶۰۰ گزارش شده‌است و همچنین حجم حفرات به دست آمده بینت 1.3 cm3/gr-۰٫۶ می‌باشد از این گروه ترکیب SBA-15 بیشتر مورد مطالعه و بررسی قرار گرفته‌است. برای سنتز ترکیبات SBA-15 از یک کوپلیمر سه قسمتی استفاده می‌شود. این ماده به دلیل تفاوت شرایط سنتز، دیواره ضخیم‌تری نسبت به مواد M41S دارد و در نتیجه پایداری ترمال و هیدروترمال بیشتری در مقایسه با ترکیبات M41S دارا می‌باشد. حذف پلیمر باعث ایجاد دیواره ناهموار با حفرات بی نظم در سطح این دیواره می‌شود.

#### ترکیبات FSM-n
مکانیزم سنتز این مواد متفاوت از سنتز مواد M41S می‌باشد. مکانیزم پیشنهاد شده برای این مواد، مکانیزم ورقه‌های تاشونده (Folding sheet-mechanism) می‌باشد. به علت مکانیزم سنتز متفاوت، دیواره این مواد دو برابر مواد M41S ضخامت دارد. همچنین این مواد در مقایسه با M41S گروه‌های سلانول سطحی کمتری دارند. این دو عامل باعث افزایش پایداری حرارتی و هیدروترمال این مواد می‌شود. ترکیبات FSM-16 و FSM-41 دو نمونه از این خانواده می‌باشد که FSM-16 از لحاظ ساختمانی به MCM-41 شباهت زیادی دارد و با استفاده از سورفکتانت ۱۶ کربنی سنتز می‌شود. این مواد دیواره ضخیم‌تر و فشرده تری دارند که علت آن مکانیزم سنتز متفاوت می‌باشد.
از دیگر مواد مزوپروس سیلیکاتی که کمتر به آنها پرداخته شده‌است، می‌توان به ترکیبات MSU اشاره کرد که با استفاده از سورفکتانت‌های غیر یونی سنتز می‌شوند.

### ترکیبات مزوپروس غیرسیلیکاتی
ساختارهای مزوپروس غیر سیلیکاتی اولین بار در سال ۱۹۹۶ گزارش گردید. با این حال کارهای گزارش شده در مورد این مواد خیلی کمتر از کارهای گزارش شده در زمینه مواد مزوپروس سیلیکاتی می‌باشد. چند دلیل برای گسترش آهسته‌تر این زمینه وجود دارد:
1. گروه‌هایی که تحقیق در زمینه مواد مزوپروس را شروع کردند یک پیشینه علمی در مورد زئولیت‌ها داشته و بنابراین با شیمی سیلیکون و آلومینیم آشنایی داشتند.
2. واکنش پذیری در جریان هیدرولیز و تراکم پیش ماده‌های اکسیدفلزات، میزان جدائی بین اجزا آلی و معدنی را افزایش می‌دهد و در نتیجه، مواد غیر مزو ساختار بدست می‌آید.
3. واکنش‌های ردوکس، انتقال فازها و فرایندهای کریستاله شدن، اغلب موجب فروپاشی نظم ساختار می‌شود.
4. شیوه‌های سنتز به بسیاری از پارامترهای خارجی حساس بوده و موجب سنتزهایی با نتایج تکرار ناپذیر می‌شود.

البته با گذشت زمان محققان توانستند تا حد زیادی مشکلات سنتز ترکیبات مزوپروس غیر سیلیکاتی را حل کنند و موجب توسعه سنتز و کاربردهای متنوع این مواد گردند. از میان ترکیبات غیر سیلیکاتی بیشترین توجه به ترکیبات اکسیدی و ترکیات کربنی معطوف بوده‌است.

#### ساختارهای اکسیدی
در سال‌های اخیر ساختارهای مزوپروس اکسیدی متنوعی با موفقیت سنتز گردیده‌اند که تصور آنها در هنگام کشف ترکیبات سیلیکاتی در سال ۱۹۹۲ غیرممکن بود. آقای زائو در سال ۱۹۹۷ اولین سنتز موفق فسفات آلومینیم با مساحت سطح حدود 1000m2/g را گزارش کرد. با این حال ترکیب سنتز شده از نظم کمتری در مقایسه با ساختارهای مشابه سیلیکاتی برخوردار بود.
آقای هولاند نشان داده که سنتز ترکیبات فسفات آلومینیم با سورفکتانت آنیونی سدیم دودسیل سولفات (SDS) و حذف سورفکتانت با روش استخراج، موجب سنتز ماده ای با حفرات منظم هگزاگونال و مساحت سطح بالاتر از 600m2/g می‌گردد.
به دلیل پایداری هیدروترمال بالا و امکان واردسازی آسان گونه‌های فلزی نسبت به ترکیبات سیلیکاتی، ماده آلومینا کاربردهای زیادی بخصوص در فرایندهای کاتالیستی پیدا کرده، از این رو تلاش‌های زیادی برای سنتز ترکیب مزوپروس این ماده صورت گرفته‌است. دو محقق دیگر از سورفکتانت‌های غیر یونی اکسیدپلی اتیلن برای سنتز آلومینای مزوپروس با کانال‌های کرمی شکل با مساحت سطحی بزرگ‌تر از 400m2/g استفاده نمودند. (۲۹) همچنین وادری و همکارانش آلومینای مزوپروس با مساحت سطحی بیشتر از 710m2/g را با استفاده از سورفکتانت‌های کربوکسیلات سنتز کردند.
اکسید فلزات واسطه به خاطر فعالیت ردوکس و امکان استفاده به عنوان کاتالیست، هدف بسیار جالبی برای سنتز ترکیبات مزو ساختار هستند ولی فعالیت ردوکس موجب می‌شود که طی فرایند کلسینه کردن، ساختار ماده تخریب گردد. با این همه دانشمندان با اجرای روش‌های سنتز مختلف توانستند دو سال بعد از اولین سنتز ناموفق در سال ۱۹۹۵، اکسید و فسفات فلزات مزوپروس مختلف نظیر اکسید زیرکونیم، فسفات لانتانیوم و… را با مساحت سطحی بزرگ‌تر از 500m2/g را سنتز کنند.

#### ساختارهای کربنی
ترکیبات مزوپروس با اسکلت کربنی دسته جدید و با اهمیتی از ترکیبات نانو ساختار هستند. اولین بار آقای ریو در سال ۱۹۹۹ از ترکیب MCM-48 به عنوان قالب برای سنتز ماده مزوپروس CMK-1 استفاده کرد. روش موفقیت‌آمیز استفاده از مواد مزوپروس به عنوان قالب، که به آن روش المثنی سازی نیز گفته می‌شود، موجب گردید که ترکیبات زیادی نظیر نانو قفس‌های کربنی و نیتریدهای کربن با این روش سنتز گردند. نانو قفس‌های کربنی ترکیباتی قفسی شکل هستند که مساحت سطح خیلی بالا و حجم خالی بسیار زیادی داشته و به همین دلیل قابلیت جذب بسیار بالایی دارند. به همین دلیل جاذب‌های بسیار خوبی برای مولکول‌های بیولوژیکی و آلی به‌شمار می‌روند.

## آشنایی با ابزارها و اصول شناسایی مواد نانوپروس
هدف از یک شناسایی کامل، تعیین محل همه اتم‌ها در یک نمونه ماکروسکوپی می‌باشد. از این رو شناسایی کامل مواد کریستالی مثل زئولیت‌ها که هر اتم در جای خاصی از یک سلول واحد قرار می‌گیرد امکان‌پذیر است ولی شناسایی مواد آمورف مشکل است، چون ساختمان این مواد بسیار پیچیده‌است. البته خواص کلی که یک شخص بتواند با توجه به آنها به بررسی کاربردها و طبقه‌بندی مواد آمورف بپردازد، قابل دسترسی است. پارامترهایی که در هنگام مطالعه یک محیط متخلخل باید شناسایی شوند شامل تخلخل، مساحت سطح، اندازه حفرات و توزیع اندازه حفرات می‌باشد.
تخلخل : تخلخل از تقسیم حجم کل حفرات به حجم ماده مورد نظر بدست می‌آید. اما این تعریف ساده یک مشکل بوجود می‌آورد که با توجه به مقیاس اتمی حفرات می‌تواند مهم باشد. بخش‌هایی از حجم خالی مواد ممکن است برای هیچ مولکول خارجی قابل دسترس نباشد. این فضای مرده در محاسبه تخلخل وارد نمی‌شود در حالیکه در تخلخل آن مواد نقش دارد. تخلخل اغلب با روش‌های گراویمتری و پرکردن مواد با مایع و بدست آوردن حجم حفرات از روی جرم سیال جذب شده محاسبه می‌شود.
مساحت سطح : به دو دلیل مساحت سطح یک ماده نانوپروس یک مفهوم تقریباً پیچیده و مبهم است. اولاً تعریف میکروسکوپی سطح مولکولی برای مواد نانوپروس، اختیاری و دلخواه است و تعاریف معقول و قابل فهم متعددی برای سطح مولکول قابل دسترس است که می‌تواند در موقعیت‌های یکسان نتایج کاملاً متفاوتی را بدست بدهد. دوماً وقتی یک تعریف خاص از سطح انتخاب شد، باید بتوان ناهمواری سطح مواد را در آن تعریف گنجاند. به عبارت دیگر همه سطوح در مقیاس اتمی دارای چین خوردگی و ناهمواری می‌باشند و این چین خوردگی‌های سطح باعث می‌شوند که مساحت سطح ویژه مواد نانوپروس از مقدار قابل انتظار (مطابق با تعریف) بیشتر شود. مساحت سطح تجربی، اغلب با تکنیک آنالیز ایزوترم‌های جذب نیتروژن یا گازهای دیگر و با استفاده از معادله BET بدست می‌آید. در این روش ایزوترم جذبی حاصله با یک مدل مناسب تئوری مقایسه شده و ظرفیت جذب تک لایه مواد از آن به دست می‌آید. برای تبدیل کردن این داده‌ها به مساحت سطح مقدار دانسیته تک لایه مورد نیاز است که به‌طور تجربی بدست می‌آید.
اندازه حفرات : اندازه حفره (چه به صورت متوسط اندازه حفرات و چه به شکل توزیع اندازه حفرات) یکی از خصوصیات ماده است که به خوبی تعریف نشده‌است ولی اغلب مفیدترین و اساسی‌ترین خصوصیت مواد نانوپروس است. شکل و اندازه حفرات توسط متغیرهای مستقل متعددی کنترل می‌شوند که این امر منجر به توزیع انداره و شکل حفرات می‌گردد ولی در عمل این مطالب هیچ وقت مورد توجه قرار نمی‌گیرد و معمولاً حفرات به شکل سوراخ باریک یا به شکل سیلندر فرض می‌شوند. این فرض منجر به تعریف یک پارامتر مشخص برای اندازه می‌شود که همان فاصله بین دیواره‌ها یا شعاع سیلندر است. توزیع اندازه حفرات اغلب به‌طور کیفی تفسیر می‌شود تا مشخص شود یک ماده چقدر منظم است یا به عبارت دیگر توزیع اندازه حفرات آن چقدر باریک است.

### ابزارها و روش‌های مورد استفاده برای شناسایی مواد نانوپروس
اندازه‌گیری‌های لازم برای شناسایی مواد نانوپروس به دو دسته اصلی تقسیم می‌شوند: اندازه‌گیری‌های فیزیکی که خواص فیزیکی و ساختاری ماده متخلخل را تعیین نموده و اندازه‌گیری‌های شیمیایی ک عموماً خواص شیمیایی ماده را تعیین می‌کنند. به عنوان مثال اندازه‌گیری‌های فیزیکی برای یک ماده نانوپروس ساختار و شکل بندی حفره‌های ماده را شناسایی می‌کند و اندازه‌گیری‌های شیمیایی، ساختار مواد موجود در دیواره مواد نانوپروس و قسمت‌های فعال آن را تعیین می‌کند.
سه تکنینک مستقل برای اندازه‌گیری‌های فیزیکی وجود دارد:
1. پراش پرتو ایکس (X-ray Diffraction)
2. میکروسکوپ الکترونی عبوری (Transmission Electron Microscopy)
3. جذب-واجذب نیتروژن (Nitrogen Adsorption-Desorption)

خواص شیمیایی مواد نانوپروس عموماً توسط روش‌های زیر تعیین می‌شود:
1. طیف‌سنجی نفوذی-انعکاسی مرئی-فرابنفش(uv-vis diffuse reflectance spectroscopy)
2. طیف‌سنجی زیر قرمز تبدیل فوریه (Fourier Transform Infra-Red Spectroscopy)
3. آنالیز ترموگراویمتری (Themogravimetric Analysis)
4. رزونانس مغناطیس هسته (Nuclear Magnetic Resonance)
5. واجذب تری اتیل آمین با برنامه دمایی (Triethylamine-Temprature-Programed Desorption)

اغلب تکنیک‌های متعددی برای مطالعه ساختمان مواد نانوپروس استفاده می‌شود تا ساختمان این ترکیبات بدون هیچ ابهامی معین گردد اما از بین تکنیک‌های فوق تکنیک‌های پراش پرتو ایکس (XRD)، میکروسکوپ الکترونی عبوری (TEM) و جذب-واجذب نیتروژن ارزشمندترین اطلاعات را به ما می‌دهند.

#### تکنیک جذب-واجذب نیتروزن
اصطلاح adsorption به معنی متراکم شدن گاز روی سطح آزاد یک ماده است. در مقابل absorption به معنی نفوذ گاز به درون یک ماده است. اما امروزه این تفاوت چندان مورد توجه نیست و به‌طور کل جذب گاز توسط مواد متخلخل، صرف نظر از مکانیزم فیزیکی انجام آن، به عنوان adsorption یا به‌طور ساده Sorption نامیده می‌شود. جذب سطحی یک گاز توسط یک ماده متخلخل توسط ایزوترم جذب سطحی توضیح داده می‌شود که با رسم منحنی مقدار گاز جذب شده توسط ماده به عنوان تابعی ازد فشار در دمای ثابت به دست می‌آید. آیوپاک قراردادهایی را برای ارتباط دادن اندازه حفرات و ایزوترم‌های جذب ارائه کرده‌است که در شکل زیر نشان داده شده‌است. در این شکل شش نوع ایزوترم وجود دارد که نشان دهنده نوع ماده جاذب است. ایزوترم نوع I به ترکیبات میکروپروس، نوع IV و V به ترکیبات مزوپروس و ایزوترم‌های نوع II و III و VI به مواد متخلخل دیگر ارتباط داده می‌شود.

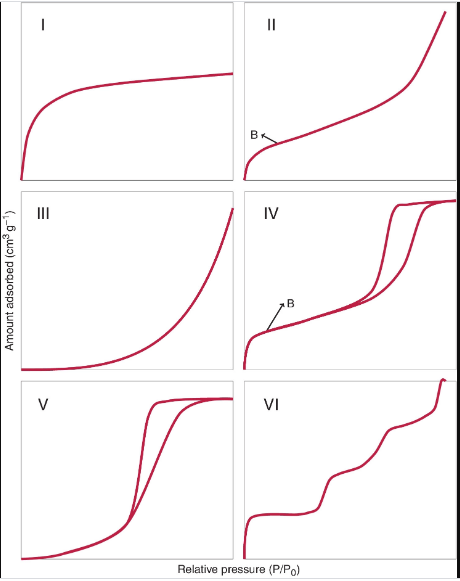
شش نوع ایزوترم نشان دهنده نوع ماده جاذب

جذب نیتروژن، تکنیک بسیار ارزشمندی برای تعیین خواص فیزیکی مواد نانوپروس است. این تکنیک به شکل وسیعی برای تعیین مساحت سطح، حجم، قطر حفره و توزیع اندازه حفرات مواد نانوپروس به کار می‌رود. جذب نیتروژن برای نمونه‌های خالی شده از گاز (Degas) و در دمای 77k صورت می‌گیرد. با کنترل فشار نسبی{\displaystyle ({P \over P0})} دستگاه بین صفر و یک، حجم نیتروژن جذب شده اندازه‌گیری می‌شود. سپس مجموع داده‌ها برای رسم ایزوترم جذب-واجذب به کار برده می‌شود.

#### میکروسکوپ الکترونی عبوری
این تکنیک به ما اجازه می‌دهد که مستقیماً حفرات مواد نانوپروس را مشاهده کنیم. همچنین این تکنیک برای برای شناسایی ساختمان محلی مواد مانند ساختارهای سطحی، نقص‌های محلی، مورفولوژی ذرات، تصویرسازی نانو ذرات منظم یا با نظم خیلی کم موجود در مواد نانوپروس و نیز برای تعیین فازهای مختلف یک نمونه چند فازی می‌تواند مورد استفاده قرار گیرد. آزمایش میکروسکوپی عبوری الکترونی یک نمونه، بدون احتساب زمان آماده‌سازی ۳ تا ۳۰ ساعت طول می‌کشد، اما TEM به دلیل قدرت تفکیک بیشتر و به دست دادن تصاویر با وضوح بالا، تنها راه مؤثر و بی چون و چرا برای تعیین ساختمان محلی مواد نانوپروس است. نمونه نانوپروس برای مطالعات میکروسکوپ الکترونی عبوری با له کردن (پرس کردن) ذرات نانوپروس بین دو اسلاید شیشه ای و پهن کردن پودر روی فیلم کربنی متخلخل که روی تور مسی قرار گرفته‌است، آماده می‌شود.

#### تکنیک پراش پرتو ایکس
معمولاً از روی الگوی پراش اشعه ایکس مواد نانوپروس می‌توان به ساختمان حفرات آن‌ها پی برد. در طیف پراش اشعه ایکس یک ترکیب نانوپروس، هر چه پیک‌ها پهن‌تر و ارتفاع آن‌ها کمتر باشد نشانه تقارن کمتر آن ترکیب و هر چه شکل پیک‌ها تیزتر و ارتفاع آنها بلندتر باشد نشانه تقارن بیشتر ترکیب است. به همین دلیل در ساختار آمورف مواد مزوپروس چون شکل منظمی نداریم پیک‌های پهن مشاهده می‌کنیم زیرا d (فاصله بین صفحات کریستالی) نا مشخص است. معمولاً بلندترین پیک در الگوی پراش اشعه ایکس ترکیبات مزوپروس مهم‌ترین پیک ترکیب می‌باشد. به عنوان مثال در ترکیب مزوپروس d100 ،MCM-41 نشان دهنده فاصله بین صفحات موازی گذرنده از مراکز حفرات و a0 مجموع قطر حفره و ضخامت دیواره حفره است.
{\displaystyle \lambda =2d100Sin\Theta }
{\displaystyle a0=d100/Sin\Theta }